# Adam Tomasiak
Adam Tomasiak, né le 15 février 1953, est un rameur d'aviron polonais.

## Carrière
Adam Tomasiak participe aux Jeux olympiques de 1980 à Moscou et remporte la médaille de bronze avec le quatre avec barreur polonais composé de Grzegorz Stellak, Grzegorz Nowak, Ryszard Stadniuk et Ryszard Kubiak.